# Cicurina coahuila
Cicurina coahuila là một loài nhện trong họ Dictynidae.
Loài này thuộc chi Cicurina. Cicurina coahuila được Willis J. Gertsch miêu tả năm 1971.